# آرایشگر شهر سویل (فیلم ۱۹۰۴)
«آرایشگر شهر سویل» (فرانسوی: Le Barbier de Séville‎) یک فیلم صامت و کوتاه فرانسوی به کارگردانی ژرژ ملی‌یس است که در سال ۱۹۰۴ منتشر شد.
این فیلم هم‌اکنون، یک فیلم گمشده است.